# Wenzel Anton von Kaunitz

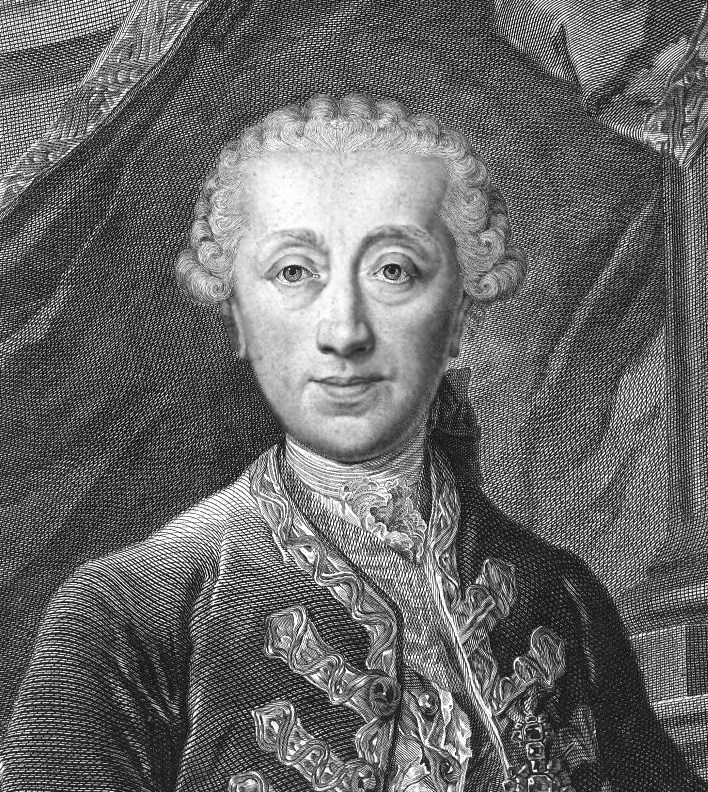
Wenzel Anton von Kaunitz

Wenzel Anton von Kaunitz (Wenen, 2 februari 1711 - Mariahilf, 27 juni 1794) was een Oostenrijks politicus.
Kaunitz was diplomaat, minister van Buitenlandse Zaken en kanselier (eerste minister) van het Heilige Roomse Rijk tijdens de regeringsperiode van Maria Theresia. In die functie was hij dus haar adviseur. In de tijd dat Maria Theresia in Schloss Schönbrunn verbleef, werden daar de staatszaken besproken. Hij speelde een belangrijke rol bij het smeden van een anti-Pruisische alliantie in de Zevenjarige Oorlog door Frankrijk aan de zijde van Oostenrijk te brengen. 
Maria Theresia benoemde hem in 1753 tot kanselier van Hof en Staat (minister-president). Deze functie zou hij uitoefenen tot hij ontslag nam in 1793.
Von Kaunitz volgde in 1758 zijn moeder op als graaf, later prins van Rietberg.